# فالکن‌بورخ، هلند جنوبی
فالکن‌بورخ (به هلندی: Valkenburg) یک منطقهٔ مسکونی در هلند است که در کات‌ویک واقع شده‌است. فالکن‌بورخ ۳٬۹۰۰ نفر جمعیت دارد.